# Андрей Калудов
Андрей Калудов е български режисьор, драматург и педагог.

## Биография
Андрей Калудов е роден на 19 юни 1947 г. Завършва ВИТИЗ Кръстьо Сарафов със специалност „Режисура“ в класа на професор Филип Филипов. Разпределен е в Благоевградския театър, където става инициатор за създаването на камерна сцена.
През 1973 г. Апостол Карамитев кани младия режисьор за свой асистент във ВИТИЗ и заедно избират новия му випуск. След внезапната смърт на Карамитев класът е поет от проф. Гриша Островски. Със завършилия випуск отива във Варна, където реализира идеята за Младежка сцена. Дейността ѝ нашумява с поставянето на първата българска рок опера „Въображаем репортаж за един американски поп фестивал“.
Като основател на Литературен театър „Възраждане“ спомага за изява както на утвърдени творци, така и на млади таланти (Едвин Сугарев, Владимир Левчев, Ангел Ангелов – Джендема и др.)
В периода 1995-1998 г. е директор на театър „Сълза и смях“ и привлича в състава звездите на българския театър Славка Славова и Георги Черкелов.
Като главен режисьор на Музикалния театър поставя спектакли, между които „Фалшификатори“ по негово либрето, музика на Димитър Вълчев, с участието на Видин Даскалов, Минко Босев, Николай Борисов, Людмила Чешмеджиева и др. На VIII Национален преглед на българската драма и театър е отличен с първа награда за режисура за постановката „Страшния съд“ от Стефан Цанев, с участието на Георги Черкелов в главната роля. През 2019 г. става носител на „Златна маска“ на Варненския театър.
През 2018 г. написва либрето по романа на Жоржи Амаду „Старите моряци“, по неговите стихове композиторът Стефан Димитров създава музика и реализират мюзикъла „Бразилски нощи“.
В няколко театъра са играни пиесата му „Джакпот“, комедиите „Влизай без да чукаш“, „Частица любов“. Издал е сборниците „Пиеси и драматизации“ и „Пиеси и песни“, както и поредицата за деца в стихове „Приключенията на Слончо, Лора и Лука“.
Зад граница Андрей Калудов реализира спектаклите „Майстори“ от Рачо Стоянов в Грузия и „Онова нещо“ от Христо Бойчев в Москва.
Негови постановки се играят в театрите във Варна, Шумен, София, Бургас, Плевен, Благоевград, Кюстендил, Пловдив, Кърджали и Пазарджик.
Автор е на пиесите „Очите – Лятна утрин...“, „Легенда за Сибин – Преславския княз“, „Барабан за екзекуция“, „Невероятната госпожица Бон Шанс“ и „Бихте ли слезли от жена ми...“, която е написана по действителен случай.